# Euplectus decipiens
Euplectus decipiens är en skalbaggsart som beskrevs av Achille Raffray 1910. Euplectus decipiens ingår i släktet Euplectus, och familjen kortvingar. Arten är reproducerande i Sverige.